# Robert Winters

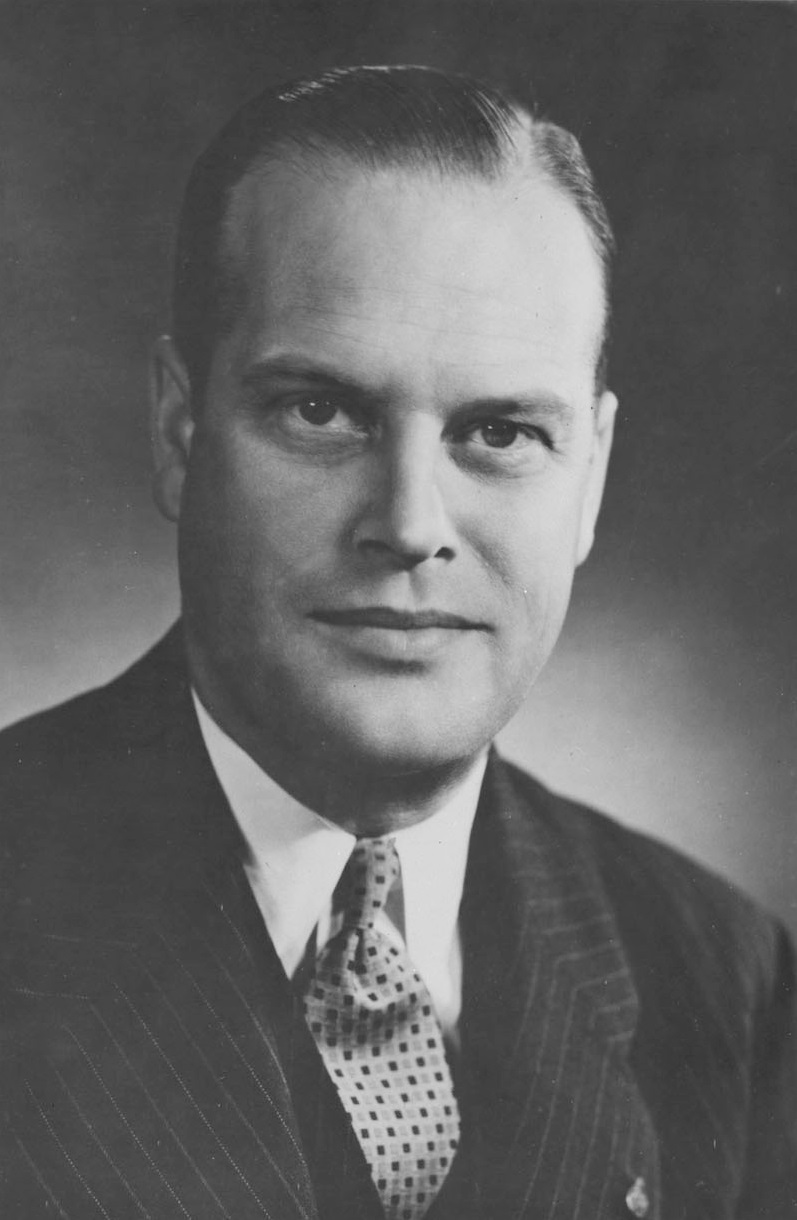
Robert Winters

Robert Henry Winters PC (* 18. August 1910 in Lunenburg, Nova Scotia; † 10. Oktober 1969 in Monterey (Kalifornien)) war ein kanadischer Politiker der Liberalen Partei Kanadas, der mehrmals Minister war.

## Leben

### Studium, Zweiter Weltkrieg und Unterhausabgeordneter
Winters absolvierte nach dem Schulbesuch ein grundständiges Studium der Ingenieurwissenschaften, das er mit einem Bachelor of Arts (B.A.) abschloss. Ein darauf folgendes postgraduales Studium schloss er mit einem Master of Science (M.Sc.) ab. Ein weiteres Studium der Rechtswissenschaften beendete er mit einem Doktor der Rechte (LL.D.) und war später als Ingenieur tätig.
Während des Zweiten Weltkrieges leistete Winters zwischen 1939 und 1945 seinen Militärdienst als Ingenieur bei den Royal Canadian Electrical and Mechanical Engineers sowie beim Royal Canadian Ordnance Corps und wurde zuletzt zum Oberstleutnant befördert.
Bei der Wahl vom 11. Juni 1945 wurde Winters erstmals zum Mitglied des Unterhauses gewählt und vertrat dort bis zu seiner Niederlage bei der Wahl vom 10. Juni 1957 den Wahlkreis Queens-Lunenburg in Nova Scotia.
Sein erstes Regierungsamt übernahm er am 30. Juni 1947 als Parlamentarischer Assistent von James Joseph McCann, des Ministers für nationale Einkünfte im 16. kanadischen Kabinett von Premierminister William Lyon Mackenzie King. Zuletzt war er zwischen dem 11. Juni und dem 15. November 1948 Parlamentarischer Assistent des Transportministers in Kings Kabinett, Lionel Chevrier. Während dieser Zeit fungierte er 1948 auch als Vorsitzender einer Kommission zur Untersuchung von Beschwerden von Walter H. Kirchner, Sekretär der Kanadischen Kriegsveteranenvereinigung von British Columbia, wegen der Pension und Krankenbehandlung der Veteranen.

### Bundesminister und Kandidatur für den Vorsitz der Liberalen Partei
Im darauf folgenden 17. Kabinett Kanadas, das Premierminister Louis Saint-Laurent am 15. November 1948 bildete, wurde Winters zunächst Minister für Wiederaufbau und Versorgung. Dieses Amt bekleidete er bis zum 18. Januar 1950 und war danach bis zum 16. September 1953 Minister für Ressourcen und Entwicklung sowie anschließend bis zum Ende von Saint-Laurents Amtszeit am 20. Juni 1957 Minister für öffentliche Arbeiten.
Bei der Wahl vom 8. November 1965 kandidierte Winters erfolgreich für ein Mandat im Unterhaus und vertrat nunmehr bis zum 24. Juni 1968 den Wahlkreis York West in Ontario.
Am 4. Januar 1966 wurde er von Premierminister Lester Pearson in das 19. Kabinett Kanadas berufen, in dem er das Amt des Ministers für Handel und Gewerbe übernahm. Von diesem Amt trat er am 28. Februar 1968 zurück, wobei sein Rücktritt von Pearson jedoch erst am 29. März 1968 angenommen wurde.
Am 6. April 1968 gehörte Winters nach dem Rücktritt von Pearson zu den Kandidaten für die Funktion als Vorsitzender der Liberalen Partei und errang im ersten Wahlgang von 2388 Delegierten nach Pierre Trudeau (752 Stimmen, 31,5 Prozent) und Paul Hellyer (330 Stimmen, 13,8 Prozent) mit 293 Delegiertenstimmen (12,3 Prozent) den dritten Platz. Im zweiten Wahlgang stimmen von den 2379 Delegierten 964 (40,5 Prozent) für Trudeau, während Winters	473 Stimmen (19,9 Prozent) bekam. Im dritten Wahlgang kam Trudeau auf 1051 Delegiertenstimmen (44,2 Prozent) und Winters auf 621 Stimmen (26,1 Prozent), ehe Trudeau schließlich im vierten und letzten Wahlgang mit 1203 Stimmen (50,9 Prozent) vor Winters, der diesmal auf 954 (40,3 Prozent) kam, zum Parteivorsitzenden der Liberalen Partei gewählt wurde. Der dritte verbliebene Kandidat John Turner kam nur noch auf 195 der 2365 Delegierten (8,2 Prozent).
Nach dieser Niederlage zog sich Winters aus dem politischen Leben zurück und verstarb knapp 18 Monate später während einer Dienstreise nach einem Herzinfarkt.

## Tennis
„Bob“ Winters war ein guter Tennisspieler. 1946 und 1949 nahm er an den Canadian Lawn Tennis Championships teil.

## Veröffentlichungen
- Canadian business and its managerial challenges, London, British Institute of Management, 1966